# 徐養相
徐養相（1521年—？），字子存，號近恒、涵斋，河南睢陽衛官籍直隸鳳陽府鳳陽縣人，明朝政治人物。

## 生平
嘉靖二十八年己酉科（1549年）河南鄉試第四名舉人。嘉靖三十五年（1556年）中式丙辰科會試第一百八十五名，三甲第一百四十三名進士。刑部观政，授浙江余姚县知县，四十年升兵部车驾司主事，致仕。著有《四書説略》、《礼经辑覽》、《近恒文集》藏于家。

## 家族
曾祖徐榮；祖父徐通；父徐翰，州學正。母吳氏。弟徐养大（壬戌进士）、养廉（生员）、养蒙、养吾、养福。